# Șoimi
Șoimi is een Roemeense gemeente in het district Bihor.
Șoimi telt 2881 inwoners.